# Zabrze
Zabrze [zabʒɛ] (en silésien : Zobře ; en allemand Hindenburg de 1915 à 1945) est une ville de Pologne, en voïvodie de Silésie dans la partie sud de la Pologne, à environ 150 km au sud-est de Wrocław et environ 90 km au nord-ouest de Cracovie. La ville est un important centre industriel (industrie minière, machines et sidérurgie).

## Histoire

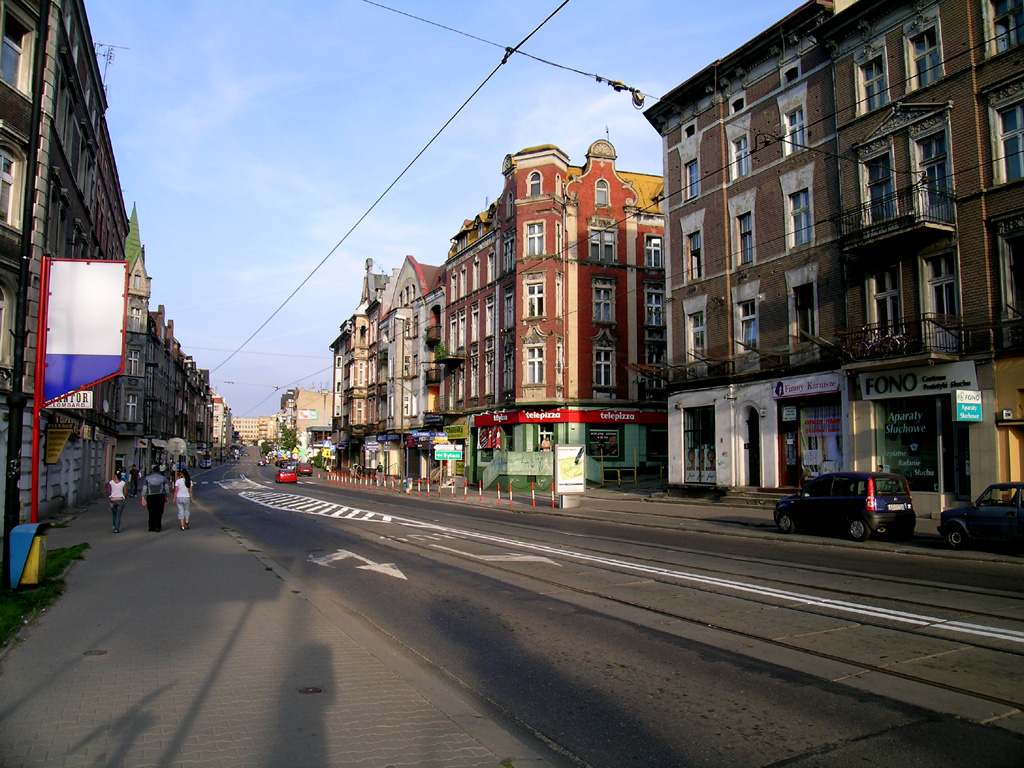
La rue Wolności

C'est en 1242 que le nom de Zabrze est mentionné pour la première fois, par la suite la ville a appartenu à l'État des Piast, à la Bohême, aux Habsbourg et au royaume de Prusse.
Jusqu'en 1873 Zabrze resta une commune rurale ressortissant au district d'Oppeln dans la province prussienne de Silésie ; elle devint alors chef-lieu d'un arrondissement portant son nom (de), détaché de l'arrondissement de Beuthen. Après la dissolution de la province en novembre 1919 le district d'Oppeln forma une province distincte nommée Haute-Silésie. De 1915 à 1945 la ville, qui appartenait à l'Allemagne, a porté le nom de Hindenburg O.S. (i.e. Oberschlesien) en hommage au maréchal Hindenburg, nom encore utilisé par la minorité allemande en Pologne.
Le 1er octobre 1922 l'ancienne commune rurale de Hindenburg O.S. reçut le rang de ville selon les règles établies le 30 mai 1853 pour les six provinces orientales du royaume de Prusse. Le 1er janvier 1927 le cercle d'Hindenburg O.S fut dissous et la communauté urbaine de Hindenburg O.S. forma désormais avec le reste du cercle un nouveau cercle urbain. N'y étaient pas compris la commune rurale de Sosnitza et son finage.
Le 1er avril 1938 les anciennes provinces prussiennes de Basse et de Haute-Silésie furent à nouveau réunies en une seule province de Silésie pour retrouver une nouvelle fois, le 18 janvier 1941, leur division antérieure. Hindenburg O.S., entretemps, ne relevait plus du district d'Opole, mais de Katowice et était à nouveau en Haute-Silésie.
Au printemps 1945, la ville fut occupée par l'Armée rouge et passa par la suite sous administration polonaise.

## Culture
The Dumplings (en), groupe synthpop, vient de Zabrze.

## Marché du travail à Zabrze
La ville est située dans la zone industrielle de Haute-Silésie et son développement, depuis la fin du XVIIIe siècle jusqu'à récemment, était étroitement lié aux industries minière et métallurgique. Aujourd’hui, cette branche industrielle est abandonnée dans la ville. Les installations industrielles de diverses branches restent très importantes, mais les secteurs de l'immobilier, de la construction et du commerce se développent également de manière dynamique. Zabrze attire les investisseurs en raison de son emplacement stratégique, de ses bonnes liaisons routières donnant accès à de vastes marchés et à d'autres commodités, garanties, par exemple, dans la sous-zone de Gliwice de la zone économique spéciale de Katowice.
Dans la ville, selon REGON (septembre 2020), il existe un total de 17.179 entités de l'économie nationale, dont 18 grandes entités (3 entreprises publiques déclarent un emploi supérieur à 999 salariés), 133 moyennes entreprises (50-249 salariés), 477 petites entités (10-49 salariés) et 16.551 micro-entités (0-9 salariés).
Zabrze est un vaste marché du travail où les offres d'emploi s'adressent aux employés de diverses industries. Les employeurs recherchent des spécialistes pour les usines de production industrielle, des ouvriers du bâtiment qualifiés, etc.
Le taux de chômage de la ville est proche de la moyenne nationale. Selon les données de l'Office central de la statistique, le taux de chômage en septembre 2020 était de :
- à Zabrze – 6,7%,

- dans la province Silésie – 4,8%.

- en Pologne – 6,1 %.

## Sport
Le Górnik Zabrze est le club de football de Zabrze. Le club a longtemps détenu le record du nombre de titres dans le championnat polonais du football, avec 14 sacres, avant de se faire détrôner par le Lech Poznań en 2021. Le dernier titre de champion du Górnik Zabrze remonte à 1988.
La section handball de ce même club a remporté quelques titres nationaux entre 1984 et 1990. Elle ne peut rivaliser avec le KS Kielce et le Wisła Płock mais demeure une valeur sûre du championnat.

## Jumelages
La ville de Zabrze est jumelée avec :
- Sangerhausen (Allemagne) ;
- Seclin (France) ;
- Lund (Suède) ;
- Trnava (Slovaquie) ;
- Kaliningrad (Russie) ;
- Rivne (Ukraine) ;
- Essen (Allemagne).

## Personnalités liées
- Fritz Laband, (1er novembre 1925 - 3 janvier 1982), footballeur international allemand, y naquit.
- Werner Heiduczek, (24 novembre 1926 - 28 juillet 2019), écrivain allemand, y naquit.
- Marian Michalik (19 juin 1947 - 6 mars 1997), peintre, y naquit.
- Dorothee von Velsen (1883-1970), écrivaine, historienne et militante féministe y est née.
- Krystian Zimerman (5 décembre 1956), pianiste, y naquit.